# Micocerosato sintasi
La micocerosato sintasi è un enzima appartenente alla classe delle transferasi, che catalizza la seguente reazione:
acil-CoA + n metilmalonil-CoA + 2n NADPH + 2n H+ ⇄ multi-ramificati-metil- acil-CoA  + n CoA + n CO2 + 2n NADP+
L'enzima allunga gli esteri CoA degli acidi grassi dal C6 al C20 mediante incorporazione dei residui di metilmalonile, ma non malonile, per formare gli acil CoA grassi multi-ramificati come il 2,4,6,8-tetrametil-ottanoil-CoA.